# رعي
الرعي هو التغذية على الحشائش  في اليابسة، والطحالب في المحيطات. ويقصد بالرعي، استهلاك الحيوانات المستأنسة، والبرية، للأعشاب النجيلية، وعريضة الأوراق، الصالحة للاستهلاك، أوهي العملية التي بواسطتها تستهلك الحيوانات، النباتات، للحصول على الطاقة، والغذاء، (عملية الرعي).
المراعي، أراضي غير مزروعة، وقادرة على توفير مواطن بيئية للحيوانات البرية، والمستأنسة.
يدير مئات الملايين من الرعاة، أراضي للرعي، تغطي ثلث سطح الأرض، وهم يعيشون في أكثر البيئات قساوة، ويُنتجون الأغذية حيث لا تنمو المحاصيل البعلية.
وغالباً ما يعمل الرعاة في مجالات تربية الماشية، بما في ذلك الأبقار، والماعز، والأغنام، والجمال، وحيوانات الياك، واللاما، والرنّة، والجواميس، والخيول، والحمير.. وهم ينتجون اللحوم، والحليب، والبيض، ومنتجات غير غذائية مثل الجلود، والخيوط، والصوف.
ويُمارس الرعي في جميع القارات وغالباً ما يتواجد في المناطق الجافة والباردة والجبلية. وفي مثل هذه الظروف الصعبة، يشكّل الرعي أفضل إستراتيجية معيشة لتوفير الغذاء والدخل والعمالة.

## الإنسان.. وحرفة الرعي
وقد مارس الإنسان حرفة الرعي، بعد أن عرف استئناس الحيوان، بدلا من صيده ، وبذلك لم يعد ينتظر ما يجده في البيئة الطبيعية من حيوان فيقوم بصيده، وانما أصبح يبذل جهده لتنمية الإنتاج الذي يسد حاجاته الضرورية.
وقد اهتدى الإنسان إلى استئناس الحيوان في الوقت الذي اهتدى فيه إلى استئناس النبات ورعايته.. لان هناك ارتباط كبير بين الإنتاج الزراعي، والإنتاج الحيواني، فعند الكلام عن الإنتاج الزراعي يمكن الإشارة إلى إنتاج اللحوم والألبان.

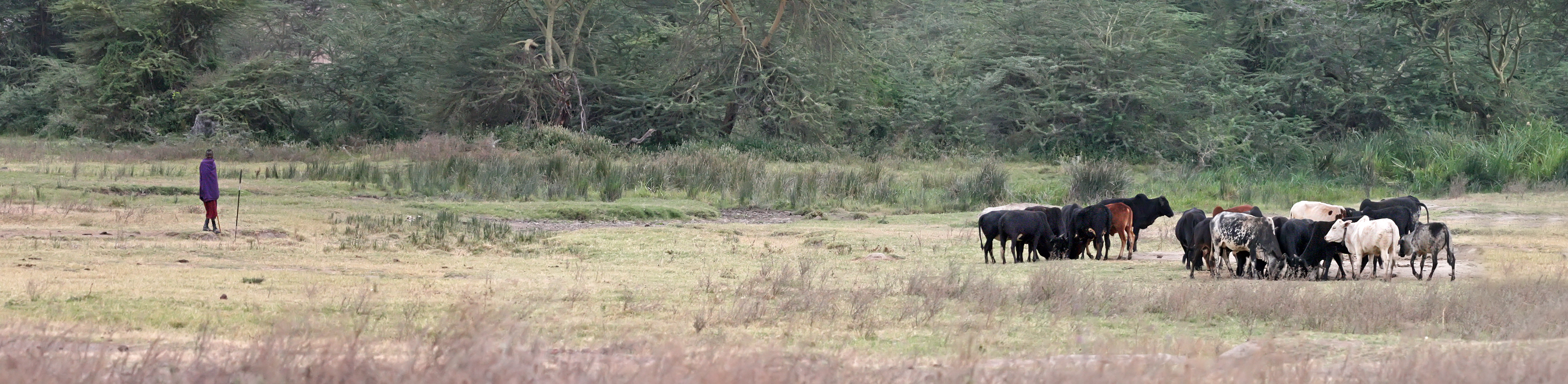
راعي ماساي يرعى ماشيته داخل حفرة في نجورونجورو

## انظر أيضًا

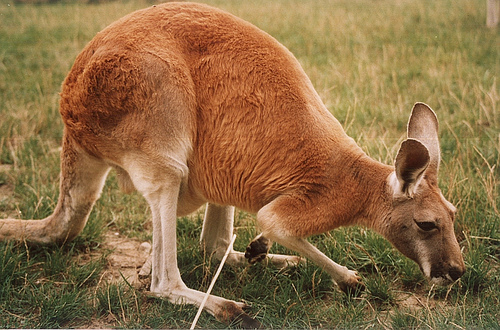
الكانجارو الأحمر (Macropus rufus) أثناء الرعي